# مكنونة
مكنونة هي إحدى القرى اللبنانية من قرى قضاء صيدا في محافظة الجنوب.